# 다리미꼴 방패

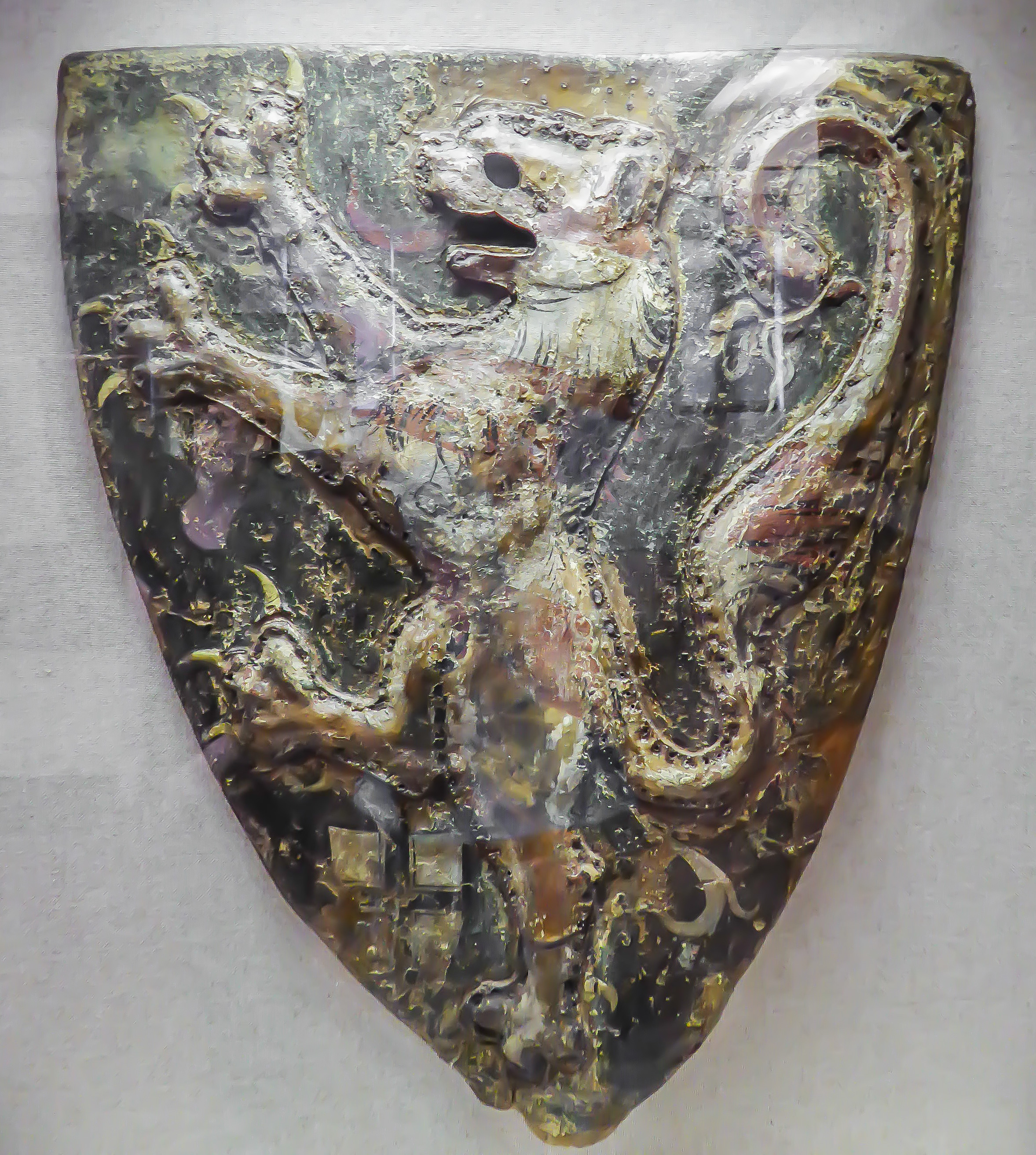
독일기사단 제5대 총장 콘라트 폰 튀링겐의 방패.

다리미꼴 방패(heater-shaped shield)는 중세 유럽의 방패 형태의 일종이다. 중세 초기의 연꼴 방패가 변형된 것으로, 12세기 말 리처드 1세의 문장에서부터 존재를 확인할 수 있다. 다리미꼴 방패라는 말은 신조어로, 중세 당대에 사용된 말이 아니고 빅토리아 시대의 골동수집학자들이 다리미 바닥판처럼 생겼다고 붙인 이름이다.